# Gare de Shin-Kōbe
La gare de Shin-Kōbe (新神戸駅, Shin-Kōbe-eki) est une gare ferroviaire de la ligne Shinkansen Sanyō. Elle est située dans l'arrondissement Chūō au nord de la ville de Kobe, dans la préfecture de Hyōgo au Japon.
Mise en service en 1972, c'est une gare JR West desservie par des Shinkansen. Elle est en correspondance avec la station Shin-Kōbe desservie par les rames de la ligne Seishin-Yamate du métro municipal de Kobe.

## Situation ferroviaire
La gare de Shin-Kōbe est située au point kilométrique (PK) 32,6 la ligne Shinkansen Sanyō, entre la gare de Shin-Osaka et la gare de Nishi-Akashi.

## Histoire
La gare de Shin-Kōbe est mise en service le 15 mars 1972, lors de l'ouverture à l'exploitation de la première section de la ligne Shinkansen Sanyō.
La station souterraine du métro municipal de Kobe est mise en service le 18 juin 1985 par le Bureau des transports municipaux de Kobe, propriétaire et exploitant du métro municipal de Kobe.

## Service des voyageurs

### Accueil
La gare dispose d'un bâtiment voyageurs ouvert tous les jours, avec des guichets et des automates pour l'achat de titres de transport. Des boutiques sont également installées dans la gare.

Installations
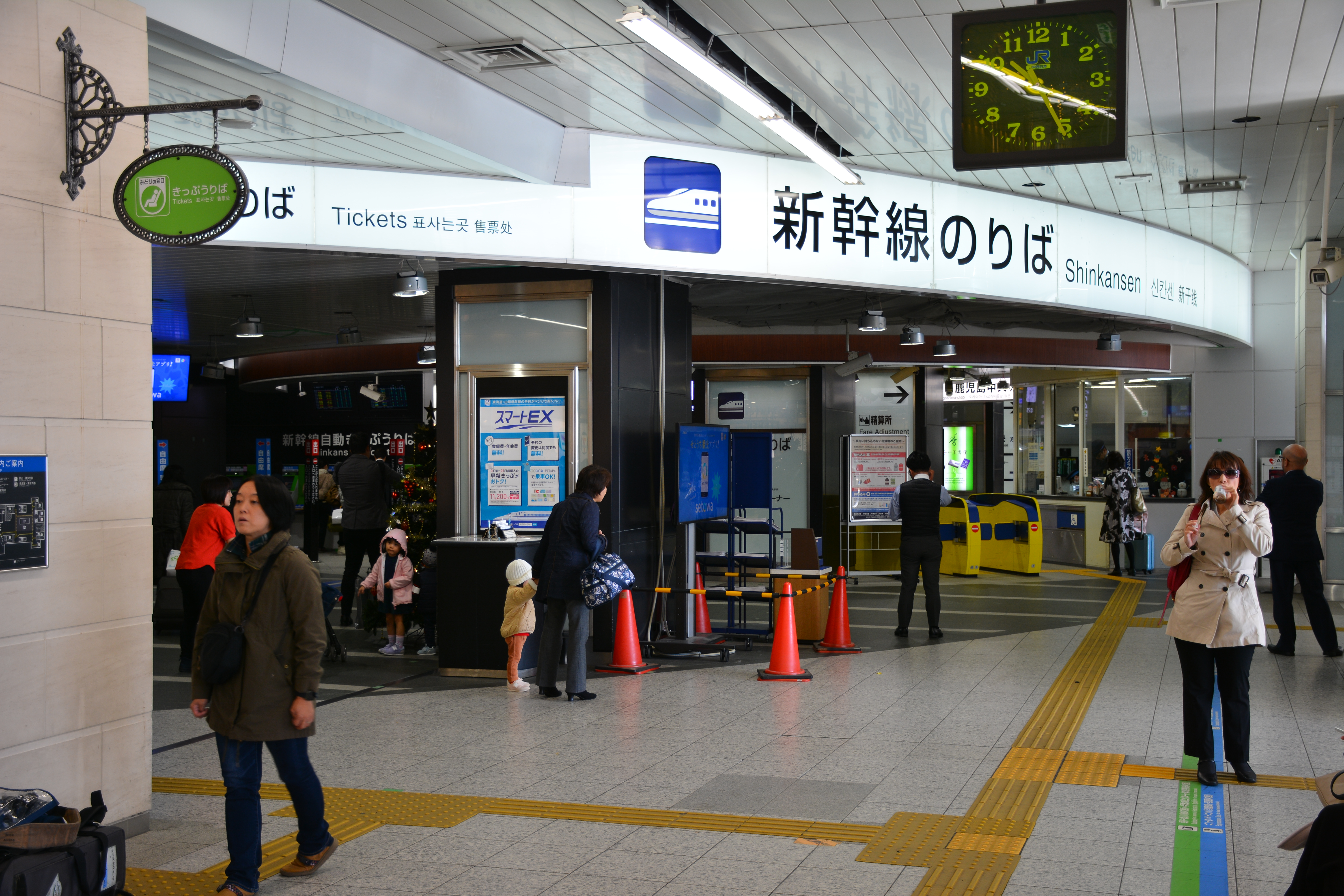
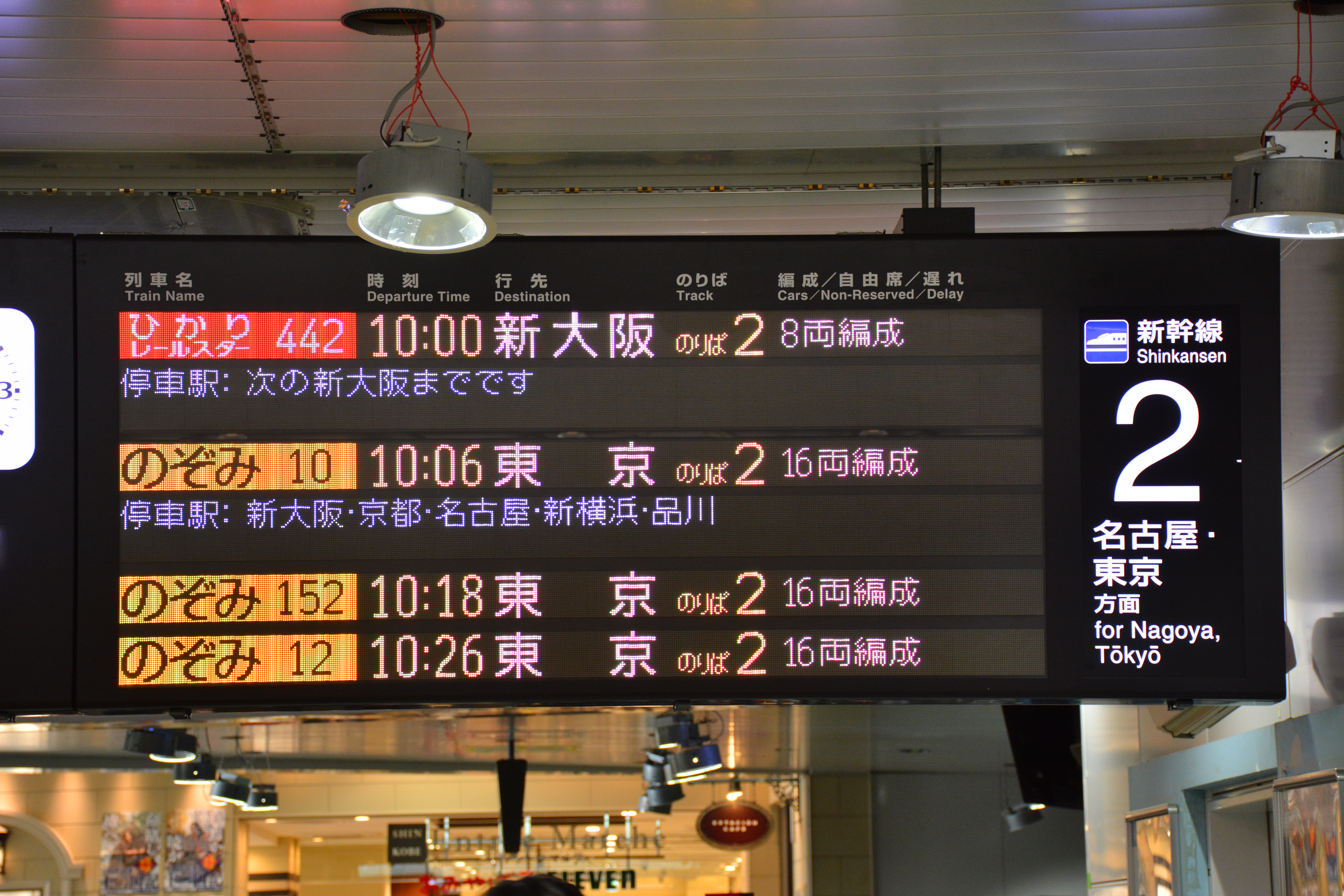
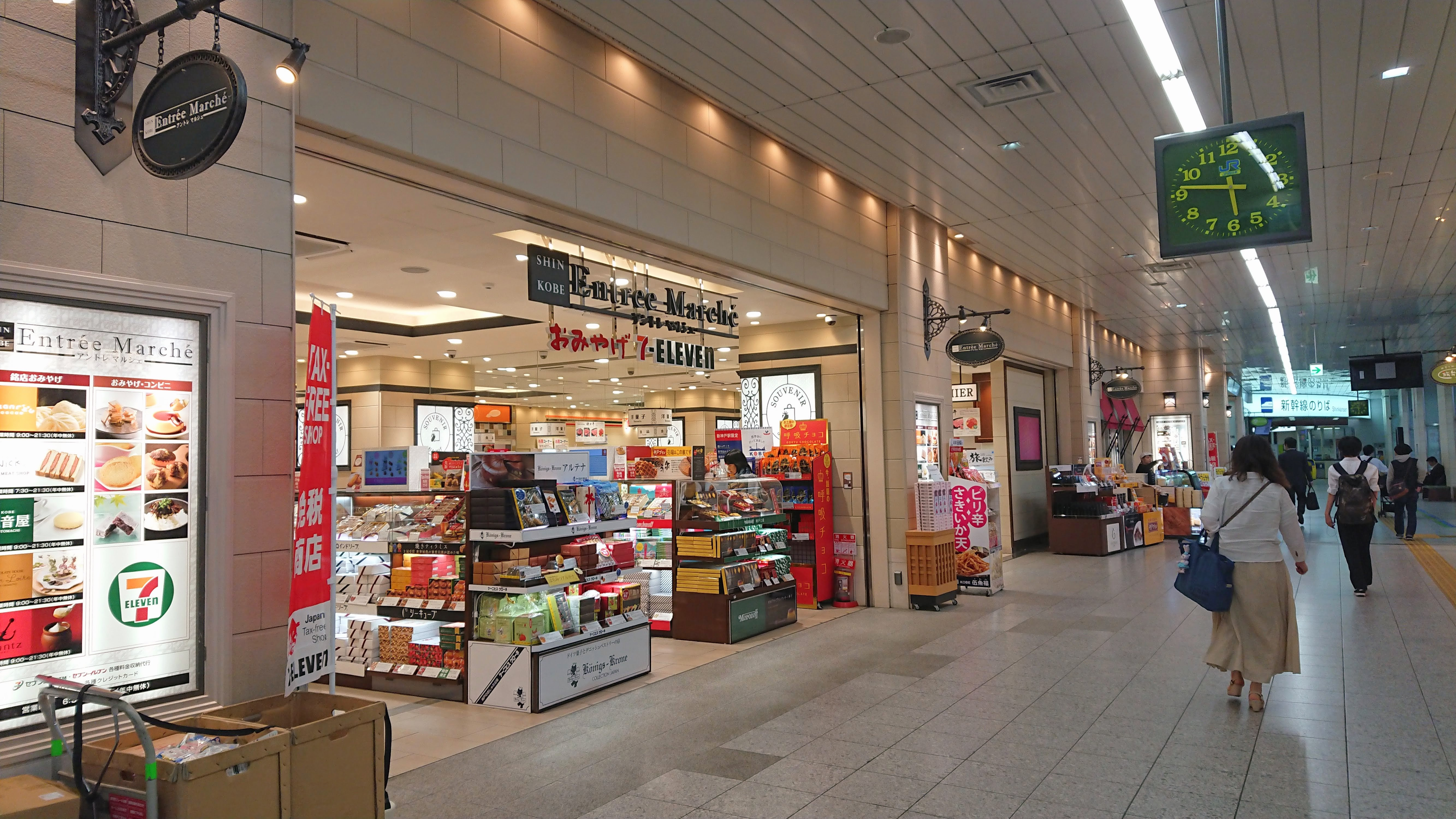

### Desserte
Shin-Kōbe est desservie par les circulations de la ligne Shinkansen Sanyō. Elle dispose de deux quais latéraux, la voie 1 est desservie par les circulations vers la gare de Hakata et la voie 2 vers la gare de Shin-Osaka.

Installations et desserte
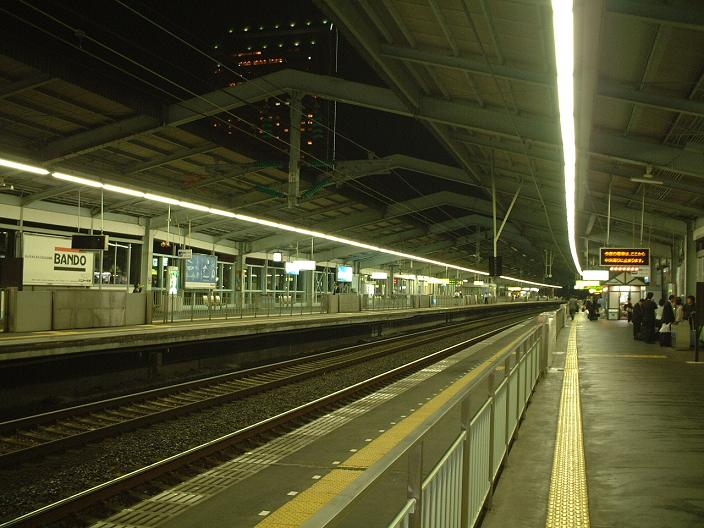
Voies et quais.
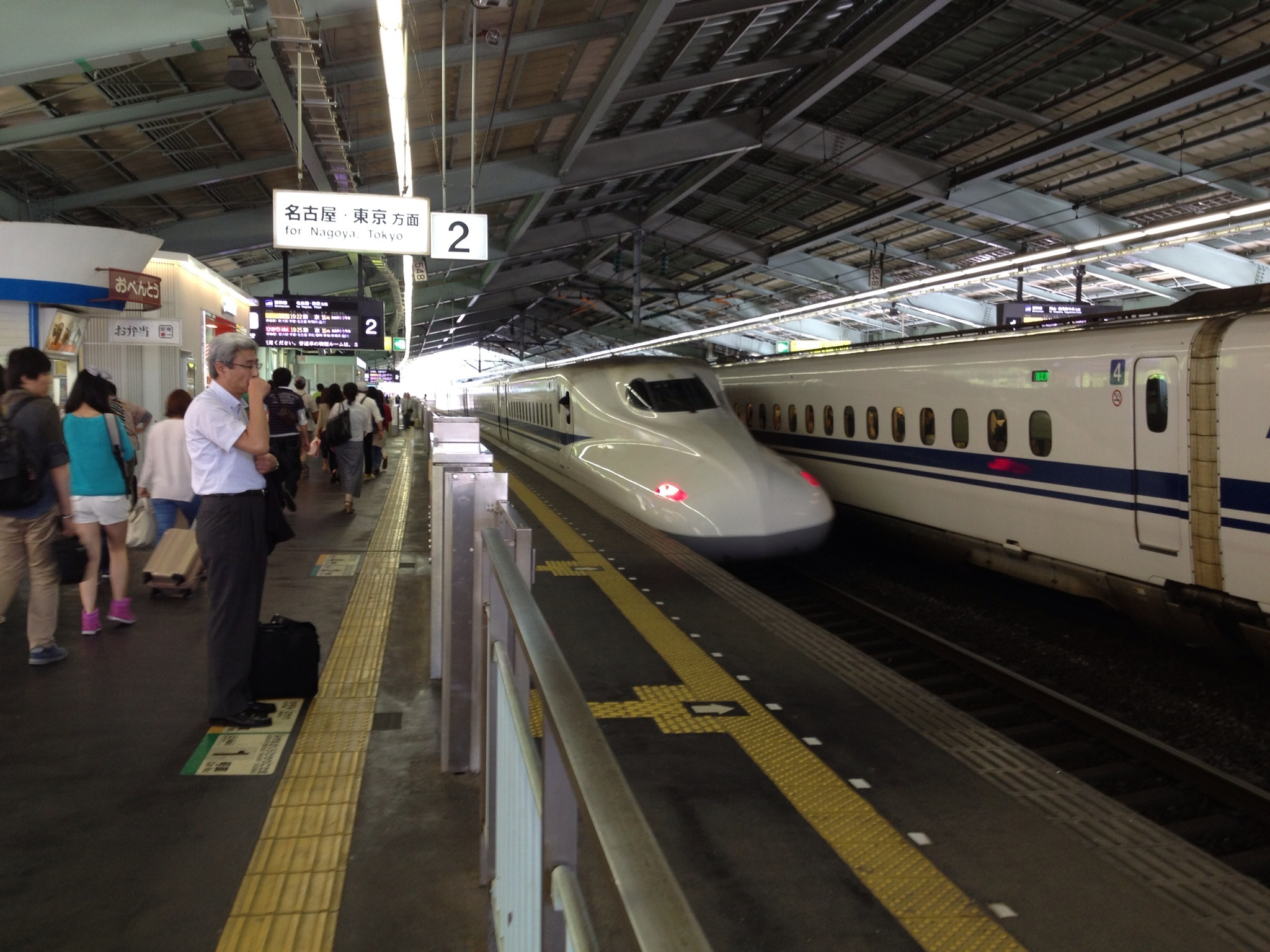
2013.
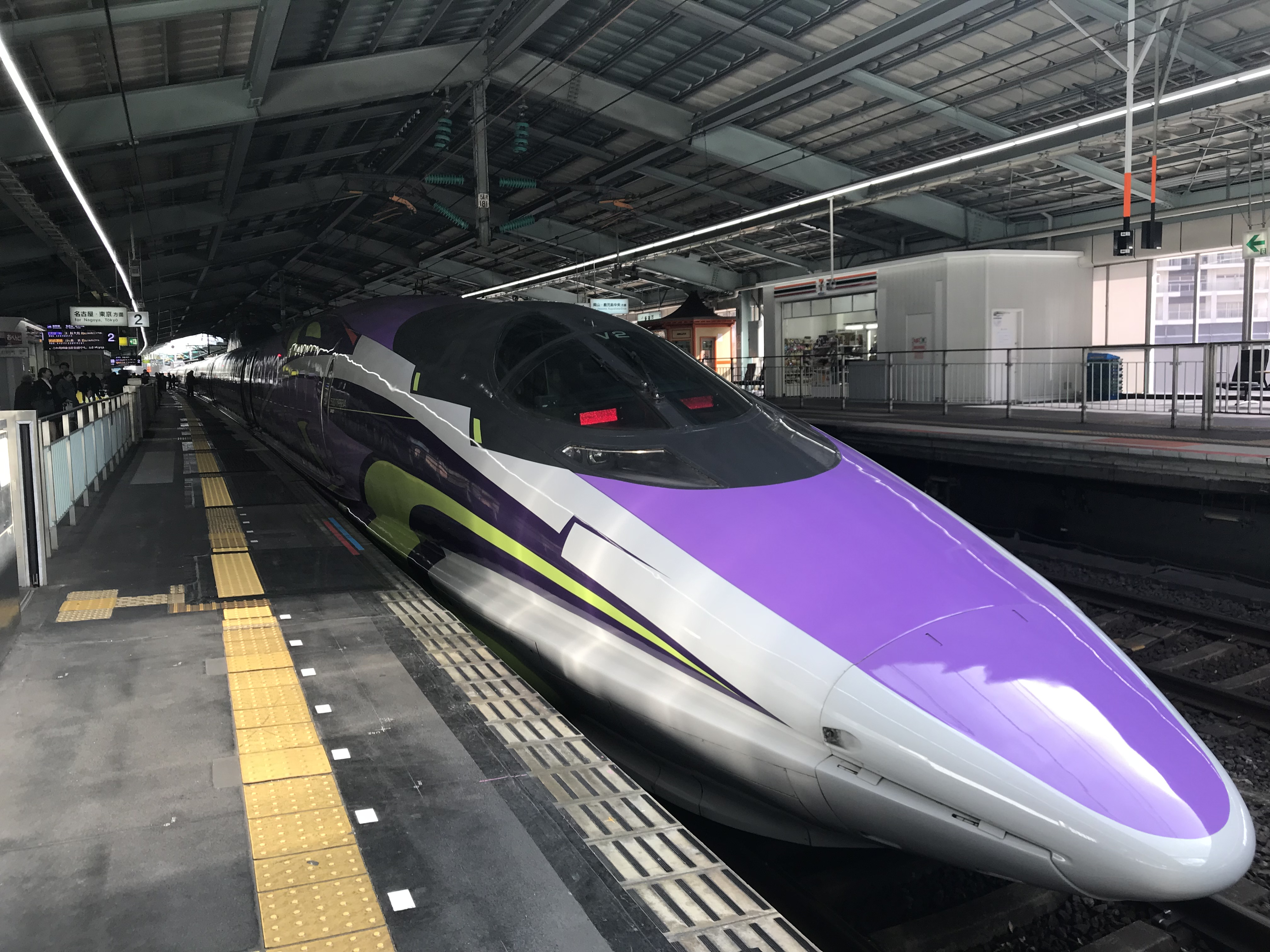
2018.

### Intermodalité
À l'intérieur de la gare une bouche d'accès équipé d'escaliers mécaniques permet de rejoindre la station souterraine Shin-Kōbe de la ligne Seishin-Yamate du métro municipal de Kobe.

Accès au métro en sous-sol
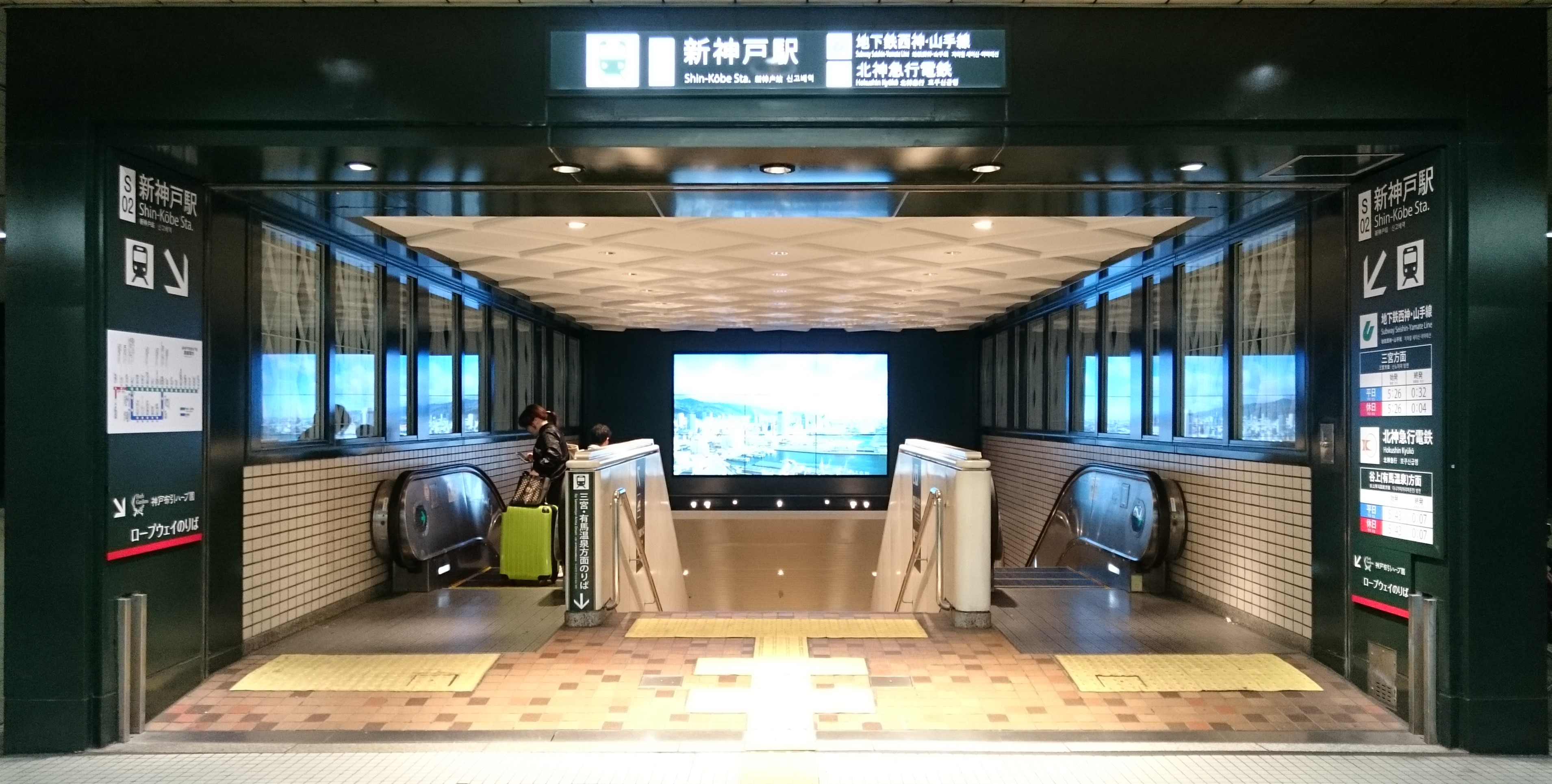
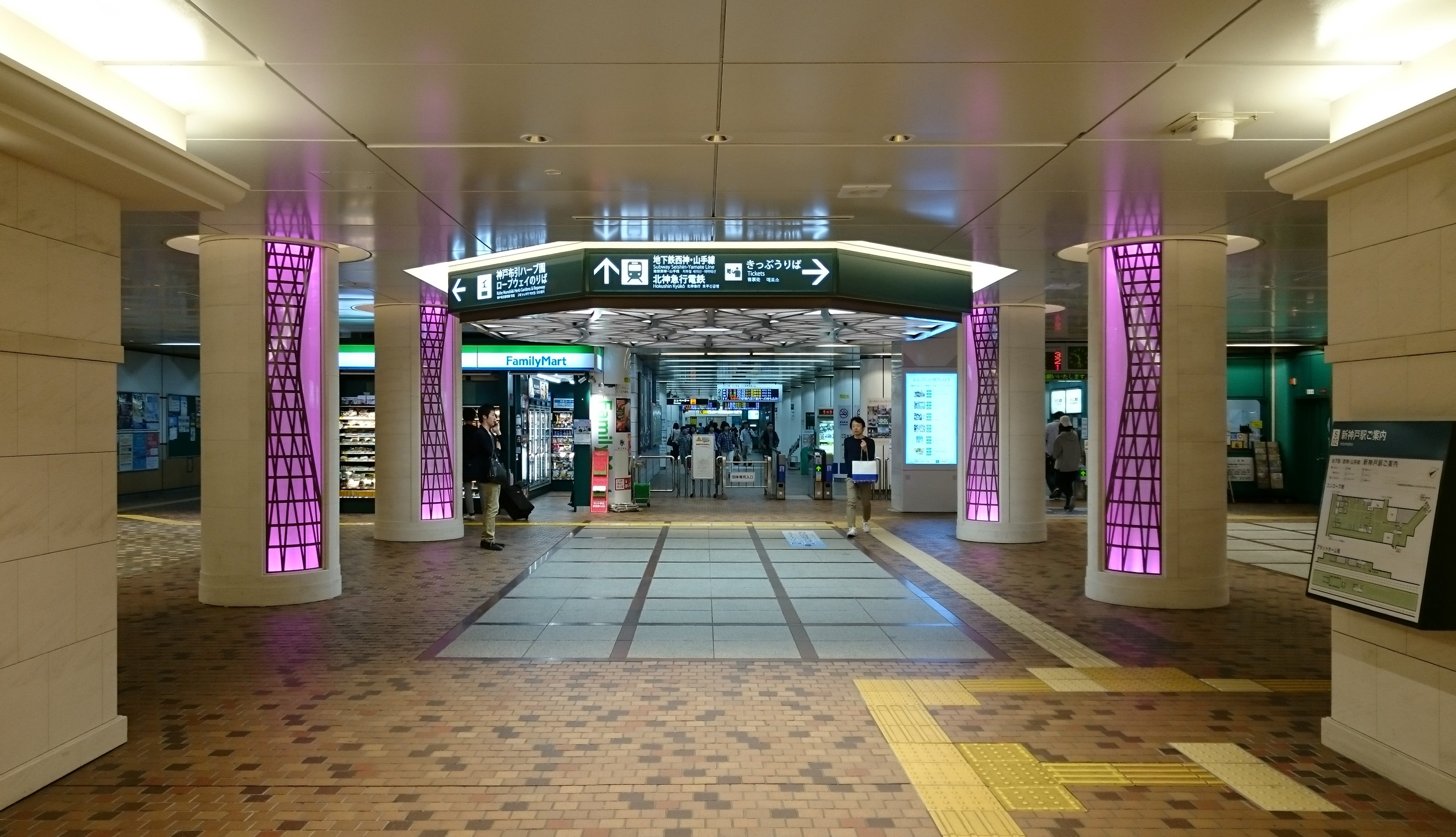
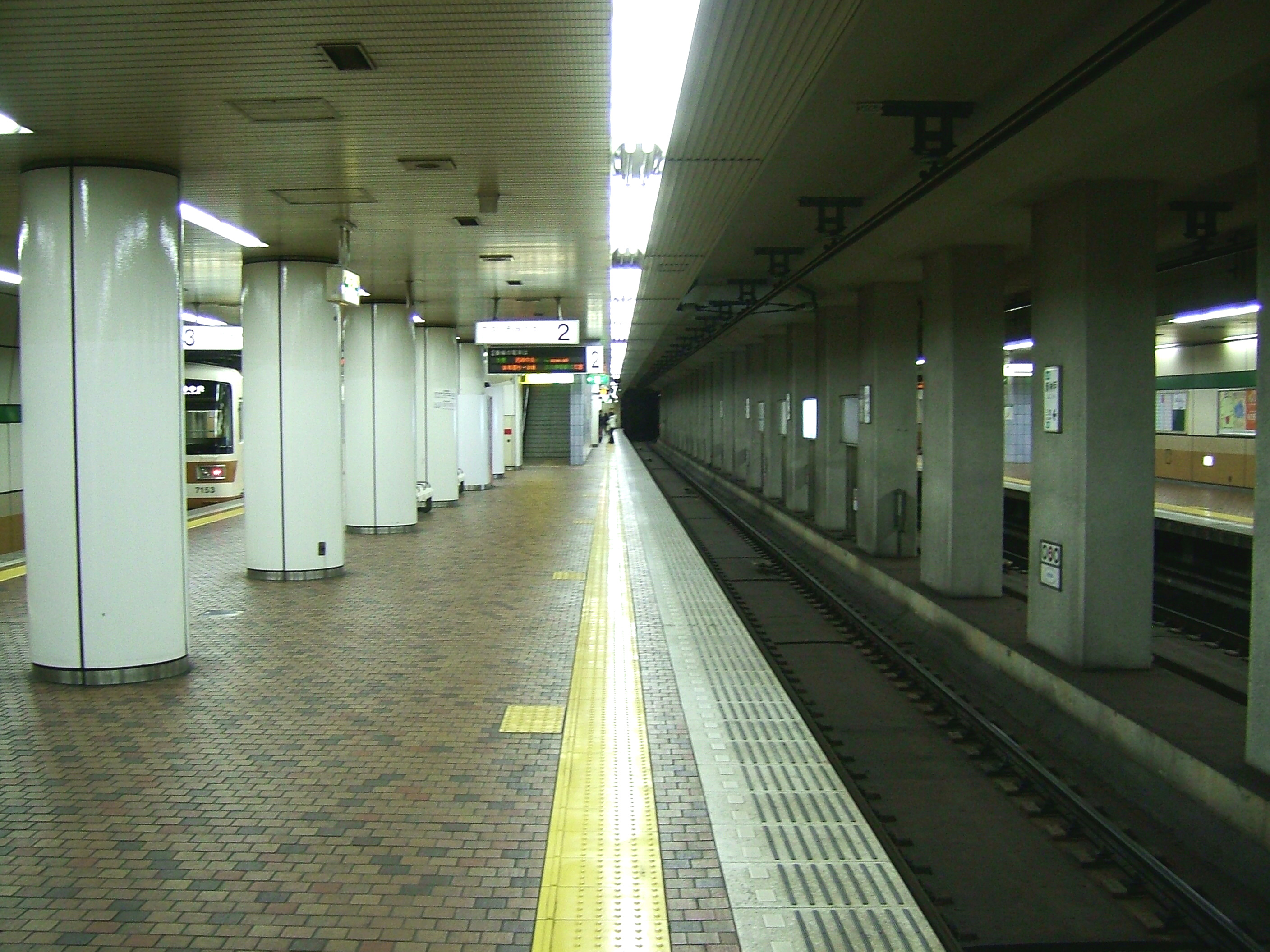